# Sphenomorphus biparietalis
Sphenomorphus biparietalis är en ödleart som beskrevs av  Taylor 1918. Sphenomorphus biparietalis ingår i släktet Sphenomorphus och familjen skinkar. IUCN kategoriserar arten globalt som starkt hotad. Inga underarter finns listade i Catalogue of Life.